# Elizabeth Gilmer

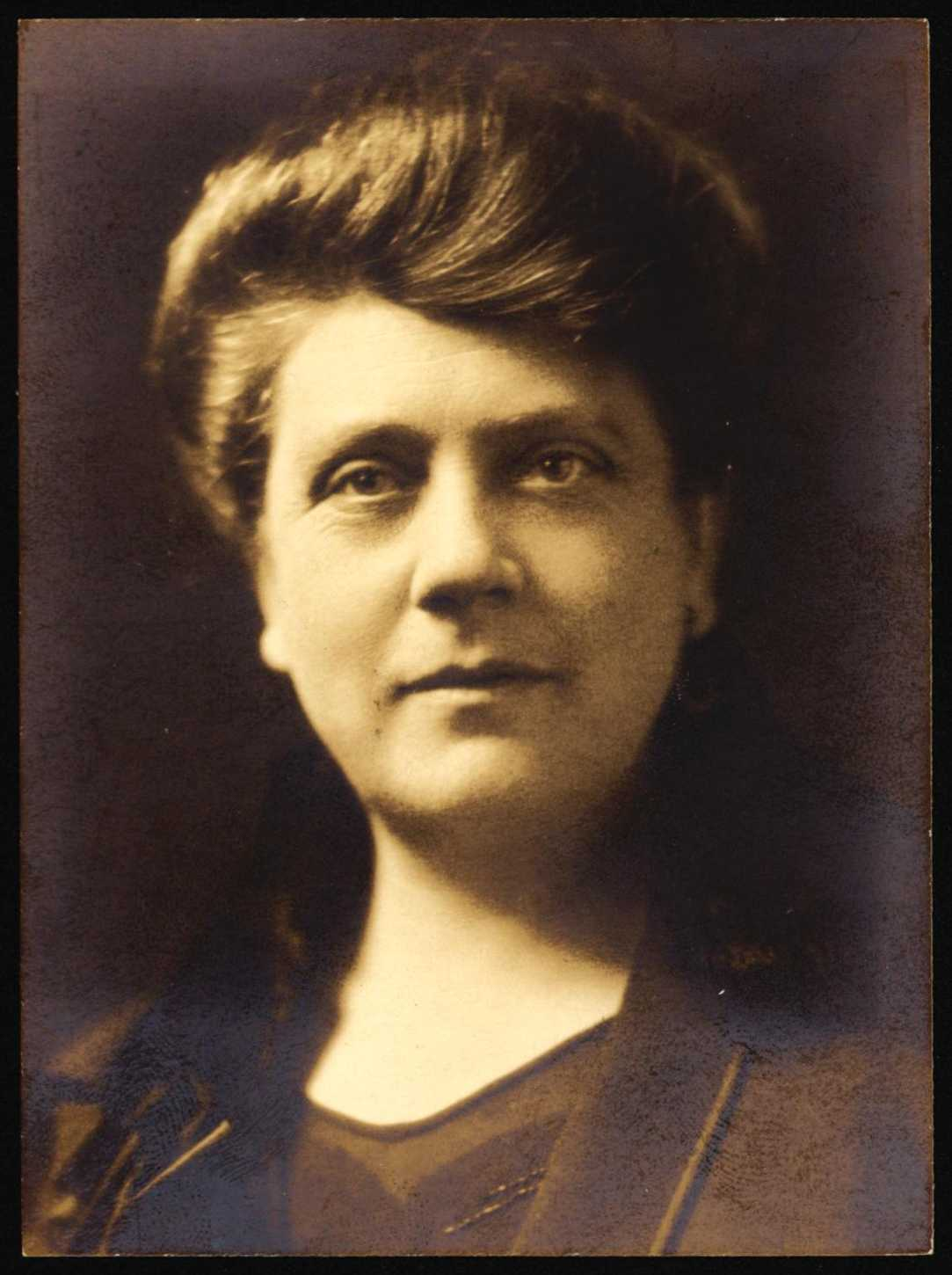
Elizabeth May Gilmer
(1925)

Dame Elizabeth May Gilmer, DBE (* 24. März 1880 in Kumara, Westland District, Region West Coast, Neuseeland; † 29. Februar 1960 in Wellington, Neuseeland) war eine neuseeländische Sozialarbeiterin, Kommunalpolitikerin und Naturschützerin. Elizabeth May Gilmer war die erste Frau in Neuseeland, die mit dem Titel Dame Commander of the Most Excellent Order of the British Empire (DBE) ausgezeichnet wurde.

## Frühes Leben
Elizabeth May Seddon wurde am 24. März 1880 als Tochter und siebtes von elf Kindern der Eheleute Louisa Jane Spotswood und Richard John Seddon in Kumara im Westland District geboren. Ihr Vater wurde später von 1893 bis 1906 Premierminister von Neuseeland. Elizabeth besuchte die Primary School in Kumara und anschließend von 1895 bis 1898 die Wellington Girls’ High School.
Elizabeth wurde Mitglied des New Zealand Young Ladies' Contingent, das Spenden für den Krieg in Südafrika sammelte, an dem auch neuseeländischen Truppen beteiligt waren. Mit ihren Eltern besuchte sie die Truppen vor Ort. Sie half auch bei der Beschaffung von Geld für das Our Lady's Home of Compassion von Mutter Mary Joseph Aubert, die sich mit bürgerlichen Namen Suzanne Aubert nannte und engagierte sich später für das Wellington City Mission's Men’s Shelter.
1902 belegte Elizabeth Kurse in Schreibmaschinenschreiben und in Stenografie am Wellington Technical College und wurde anschließend Privatsekretärin ihres Vaters. Sie wurde vertraut mit der Politik, da häufig prominente Persönlichkeiten ihren Vater besuchten oder zum Essen eingeladen wurden.

## Ehe
Am 3. Juli 1907 heiratete Elizabeth in Wellington den Zahnarzt Knox Gilmer und nahm seinen Namen an. Aus der Ehe gingen zwei Töchter hervor. Ihre Flitterwochen nahmen sie in Sydney, wo die Presse allseits zugegen war. Elizabeths Mann starb später nach einer kurzen Krankheit im Jahr 1921.

## Engagement im Sozialbereich
Angefangen von der Vizepräsidentschaft im Wellingtoner Zweig der Plunket Society, über die Präsidentschaft im Wellington er Zweig der New Zealand Crippled Children Society und der Präsidentschaft im Wellington Social Club for the Blind war Elizabeth auch als Vorstandsmitglied des Young Women’s Christian Association (YWCA) tätig. Während der Weltwirtschaftskrise engagierte sie sich auch in der Wellington Unemployed Women Workers' Association und war ehrenamtliche Vizepräsidentin der Wellington Children's Health Camp Association.
Elizabeth war Mitglied des Wellingtoner Zweigs des National Council of Women of New Zealand und vertrat in dieser Funktion ihr Land 1949 auf der Konferenz des Internationalen Frauenrates in der Schweiz. In der Victoria League wurde sie zum Mitglied auf Lebenszeit ernannt, saß von 1934 bis 1956 im Verwaltungsrats des Wellington College und von 1938 bis 1953 im Verwaltungsrats des Wellington Hospital. Auch als Friedensrichterin war sie tätig.

## Engagement als Naturschützerin
Elizabeth hatte eine Vorliebe für den Gartenbau und fühlte sich dem Naturschutz verpflichtet. Ihrer Lobbyarbeit war es zu verdanken, dass 1934 am sogenannten Arbor Day (Tag des Baumes) Baumpflanzaktionen wieder eingeführt wurden. 1936 gewann sie die Bledisloe Challenge Trophy für ihren Garten und 1938 den Loder Cup für die Wiederbelebung des Arbor Day und ihre Ermutigungen von Schulen und Vereinen, diesen Tag entsprechend zu begehen. Zu diesem Termin wurden dann rund 40.000 Bäume im Land gepflanzt. Elizabeth war Mitglied der Royal Horticultural Society in London und Vorstandsmitglied oder Schirmherrin mehrerer lokaler und nationaler Organisationen.

## Engagement in der Politik
Von 1941 bis 1953 war Elizabeth gewählte City Councillor im Stadtrat von Wellington und war dort Ausschussvorsitzende in den Ausschüssen für Bibliotheken, Parks und Reservate. Ihre Arbeit in den verschiedenen Frauenorganisationen führte sie zu der Überzeugung, dass sie eher als parteiunabhängige Frau in den politischen Gremien der Stadt ihre Arbeit leisten kann. So kandidierte sie 1935 und 1938 zunächst auch als Unabhängige für das New Zealand Parliament, entschloss sich dann aber den Liberalen zuzuwenden. Beide Kandidaturen hatten leider keinen Erfolg. Doch nicht untätig, übernahm sie Verantwortung im Vorstand der Women's War Service Auxiliary und wurde Mitglied in den Ausschüsse für Kriegsanleihen und für nationale Einsparungen. Von 1948 bis 1960 war sie dann auch noch Mitglied des Zuteilungsausschusses für Wohnungen der State Advances Corporation of New Zealand. Elizabeth war eine schlagfertige und überzeugende Rednerin, die für ihre Diskutanten nicht immer einfach waren. Schwierigkeiten und Differenzen mit anderen waren oft der Preis dafür.
Elizabeth Knox Gilmer verstarb am 29. Februar 1960 in Wellington.

## Ehrungen
- 1935 – King George V Silver Jubilee Medal
- 1935 – Greek Red Cross
- 1946 – Officer of the Most Excellent Order of the British Empire (OBE)
- 1951 – Dame Commander of the Most Excellent Order of the British Empire (DBE)
- 1953 – Queen Elizabeth II Coronation Medal

Quelle: Dictionary of New Zealand Biography